# Bracon rosaceani
Bracon rosaceani är en stekelart som beskrevs av Muesebeck 1963. Bracon rosaceani ingår i släktet Bracon och familjen bracksteklar. Inga underarter finns listade.